# La Lampe bleue
Pour plus de détails, voir Fiche technique et Distribution.
La Lampe bleue (The Blue Lamp) est un film britannique réalisé par Basil Dearden, sorti en 1950.

## Synopsis
En 1949, à Londres, le vétéran George Dixon apprend le métier de policier au jeune Andy Mitchell. Appelé sur le lieu d'un braquage, Dixon est confronté à Tom Riley, un malfaiteur qui lui tire dessus avant de s'enfuir. Une vaste chasse à l'homme s'engage alors.

## Fiche technique
- Réalisation : Basil Dearden, assisté d'Alexander Mackendrick (Seconde équipe, non crédité)
- Scénario : T. E. B. Clarke
- Photographie : Gordon Dines
- Montage : Peter Tanner
- Musique : Ernest Irving
- Sociétés de production : J. Arthur Rank Organisation et Ealing Studios
- Pays d'origine :  Royaume-Uni
- Langue originale : anglais
- Format : noir et blanc - 1,37:1 - mono
- Genre : film policier
- Durée : 84 minutes
- Dates de sortie : 
  -  Royaume-Uni : 20 janvier 1950
  -  France : 20 octobre 1950

## Distribution
- Jack Warner : George Dixon
- Jimmy Hanley (en) : Andy Mitchell
- Dirk Bogarde : Tom Riley
- Robert Flemyng : le sergent Roberts
- Bernard Lee : l'inspecteur Cherry
- Peggy Evans : Diana Lewis
- Patric Doonan : Spud
- Bruce Seton : Campbell
- Meredith Edwards : Hughes
- Clive Morton : le sergent Brooks
- William Mervyn : le chef inspecteur Hammond
- Frederick Piper : Alf Lewis
- Dora Bryan : Maisie

## Accueil
La Lampe bleue est le film britannique qui réalise le plus d'entrées au Royaume-Uni en 1950.

## Distinctions
Le film est présenté en compétition à la Mostra de Venise 1950 et remporte en 1951 le British Academy Film Award du meilleur film britannique.